# 1214
Cette page concerne l'année 1214  du calendrier julien.
L'année 1214 est une année commune qui commence un mercredi.

## Événements

### Asie
- Printemps : Gengis Khan lève le siège de Pékin après avoir reçu un lourd tribut des Jin.
- Juin-juillet : les Jin transfèrent leur capitale à Kaifeng, violant le traité passé avec Gengis Khan[1].
- 1er novembre : Sinope passe des Byzantins aux Saljûqides de Rum[2].

- Le roi de Ghaznî Taj-ud-din Yildiz est chassé par le chah du Khârezm Ala ad-Din Muhammad. Il se réfugie à Lahore et entreprend la conquête du Pendjab[3]. Le sultan de Delhi Iltutmish intervient, le bat et le fait prisonnier à Tarain[4], prend Lahore et annexe le Sind musulman.

### Europe
- 16 février : Jean sans Terre débarque à La Rochelle[5].
- 3 avril : Jean sans Terre arrive à Limoges[6].
- 5 avril : Jean sans Terre est à Angoulême et fait mine de retourner à La Rochelle pour entraîner l'ost de Philippe Auguste vers le sud[7].
- 14 juin : le Vermandois et le Valois entrent dans le domaine royal français à la mort d'Éléonore de Vermandois[8].
- 17 juin : Jean sans Terre prend Angers[9].
- 20 juin : l'université d'Oxford reçoit ses premiers privilèges[10].
- 2 juillet : le prince héritier du royaume de France, Louis, comte d’Artois, écrase l'armée de Jean sans Terre à la bataille de la Roche-aux-Moines.
- 20 juillet : l'armée coalisée parvient à Valenciennes.
- 27 juillet : Philippe Auguste, Gaucher III de Châtillon, Mathieu II de Montmorency, avec l'aide des milices communales, remportent la bataille de Bouvines contre Othon IV de Brunswick, empereur romain germanique d'Allemagne, allié à Jean sans Terre. Ferrand de Portugal, comte de Flandre, et Renaud de Dammartin, comte de Boulogne sont faits prisonniers par le roi de France. Philippe Auguste fait porter les insignes impériaux à Frédéric II.
  - Après sa défaite, Othon IV de Brunswick perd tout appui en Allemagne. Frédéric II, élu roi de Germanie depuis 1212, a les mains libres pour accéder à l'empire.
  - Après Bouvines, les grands vassaux anglais se révoltent contre le roi Jean sans Terre.
- 18 septembre : la paix de Chinon consacre la perte des possessions de Jean sans Terre au nord de la Loire[11].
- 6 octobre : début du règne d'Henri Ier de Castille sous la régence de sa mère  Aliénor d'Angleterre, puis à sa mort le 31 octobre, de sa sœur Bérengère de Castille.
- 4 décembre : début du règne d'Alexandre II, roi d'Écosse (fin en 1249).

- Les dissensions au sein de la principauté de Vladimir entraînent la création de deux diocèses séparés, ceux de Rostov et de Vladimir-Souzdal[12].
- André II de Hongrie tente de soumettre la Galicie pour son fils Koloman[13]. Il propose de placer le territoire sous la juridiction de Rome, élaborant pour la première fois la notion d’uniatisme.
- Le roi de France fonde un nouveau port à Paris[14].

## Naissances en 1214

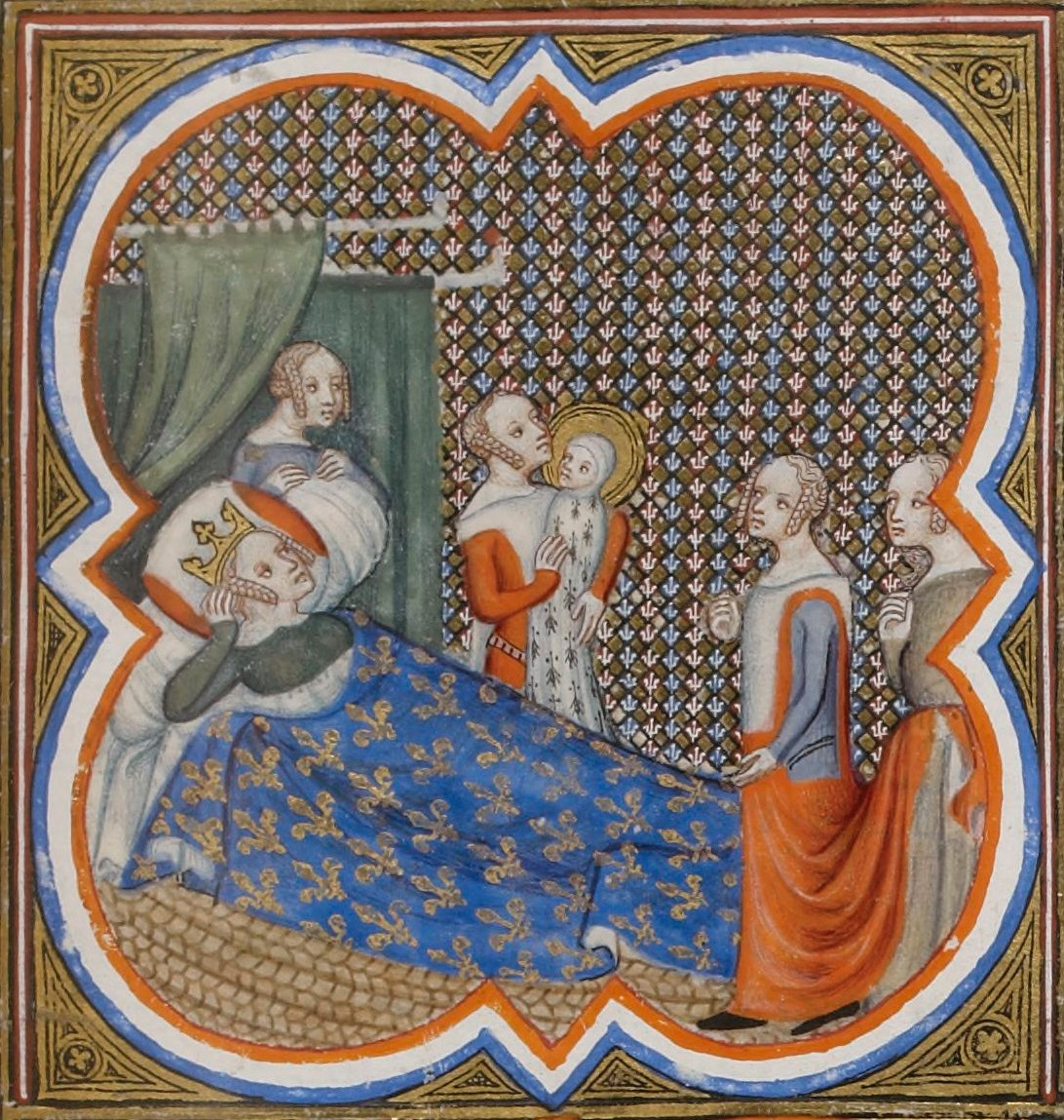
25 avril : naissance de Louis IX